# 瑪利亞諾斯·雅沃爾斯基
瑪利亞諾斯·方濟各·雅沃爾斯基（烏克蘭語：Мар'ян Яворський；1926年9月21日—2020年9月5日）是天主教烏克蘭籍司鐸級樞機及利沃夫總教區榮休總主教。

## 生平
雅沃爾斯基於1926年9月21日在波蘭第二共和國利維夫出生。他於1950年6月25日在波蘭克拉科夫總教區晉鐸。由1965年，他獲得3個哲學及神學博士學位亞捷隆大學、盧布林若望保祿二世天主教大學和華沙Stefan Wyszyński樞機大學。1970年至1984年，他被任命為波蘭主教科學委員會部長。
他於1980年1月6日晉牧，並獲教宗若望保祿二世任命為利沃夫總教區宗座署理，領蘭貝希斯領銜教區主教銜。1991年1月16日，任命為利沃夫總教區正權總主教。1998年2月21日被秘密冊封任為樞機，2001年2月21日公開宣布為樞機。他於2008年10月21日榮休，米奇斯瓦夫·莫克里茨基接任利沃夫總教區正權總主教。2017年，波兰总统杜达授予亚沃尔斯基枢机白鹰勋章。